# Harry Hyland
Pour les articles homonymes, voir Hyland.
Temple de la renommée : 1962
Harold M. « Harry » Hyland (né le 2 janvier 1889 à Montréal - mort le 2 août 1969) est un joueur professionnel canadien de hockey sur glace qui joua pour les Sénateurs d'Ottawa dans la Ligue nationale de hockey et pour les Wanderers de Montréal et les Shamrocks de Montréal dans l'Association nationale de hockey.

## Biographie
Il joue une saison avec les Royals de New Westminster de l'Association de hockey de la Côte du Pacifique ; lors de cette saison, il termine meilleur buteur de son équipe et finit avec un but de moins que le joueur vedette de Vancouver, Édouard « Newsy » Lalonde, meilleur buteur du championnat.
En quinze rencontres jouées lors de cette première saison, les Royals comptent neuf victoires et six défaites pour la première place du classement et le premier titre de champion de la PCHA. Hyland est mis en avant en étant sélectionné dans l'équipe d'étoiles de l'Association. Hugh Lehman, le gardien de but de l'équipe fait également partie de cette équipe et termine la saison avec la meilleure moyenne de buts alloués par rencontre, 5,07. Moose Johnson est le troisième joueur de l'équipe à faire partie de l'équipe d'étoiles de la PCHA.
Hyland aide les Wanderers à gagner la coupe Stanley de 1910. À une occasion, il marqua huit buts en une seule partie contre les Bulldogs de Québec en 1913. Il est intronisé au Temple de la renommée du hockey en 1962.
Hyland est enterré au cimetière Notre-Dame-des-Neiges.

## Statistiques
| Saison    | Équipe                    | Ligue         |                            | Saison régulière           | Saison régulière           | Saison régulière           | Saison régulière           | Saison régulière           |                            | Séries éliminatoires       | Séries éliminatoires       | Séries éliminatoires       | Séries éliminatoires | Séries éliminatoires |
| Saison    | Équipe                    | Ligue         | PJ                         | B                          | A                          | Pts                        | Pun                        | PJ                         | B                          | A                          | Pts                        | Pun                        |                      |                      |
| 1908-1909 | Shamrocks de Montréal     | ECHA          | 11                         | 19                         | 0                          | 19                         | 36                         | -                          | -                          | -                          | -                          | -                          |                      |                      |
| 1909-1910 | Wanderers de Montréal     | ANH           | 12                         | 24                         | 0                          | 24                         | 23                         | -                          | -                          | -                          | -                          | -                          |                      |                      |
| 1909-1910 | Wanderers de Montréal     | Coupe Stanley | -                          | -                          | -                          | -                          | -                          | 1                          | 3                          | 0                          | 3                          | 3                          |                      |                      |
| 1910-1911 | Wanderers de Montréal     | ANH           | 15                         | 14                         | 0                          | 14                         | 43                         | -                          | -                          | -                          | -                          | -                          |                      |                      |
| 1911-1912 | Royals de New Westminster | PCHA          | 15                         | 26                         | 0                          | 26                         | 44                         | -                          | -                          | -                          | -                          | -                          |                      |                      |
| 1912-1913 | Wanderers de Montréal     | ANH           | 20                         | 27                         | 0                          | 27                         | 38                         | -                          | -                          | -                          | -                          | -                          |                      |                      |
| 1913-1914 | Wanderers de Montréal     | ANH           | 18                         | 30                         | 12                         | 42                         | 18                         | -                          | -                          | -                          | -                          | -                          |                      |                      |
| 1914-1915 | Wanderers de Montréal     | ANH           | 19                         | 23                         | 6                          | 29                         | 49                         | 2                          | 0                          | 0                          | 0                          | 26                         |                      |                      |
| 1915-1916 | Wanderers de Montréal     | ANH           | 20                         | 14                         | 0                          | 14                         | 69                         | -                          | -                          | -                          | -                          | -                          |                      |                      |
| 1916-1917 | Wanderers de Montréal     | ANH           | 13                         | 12                         | 2                          | 14                         | 21                         | -                          | -                          | -                          | -                          | -                          |                      |                      |
| 1916-1917 | St. Ann's de Montréal     | LHCM          | -                          | 3                          | 1                          | 4                          | 0                          | -                          | -                          | -                          | -                          | -                          |                      |                      |
| 1917-1918 | Wanderers de Montréal     | ANH           | 4                          | 6                          | 1                          | 7                          | 6                          | -                          | -                          | -                          | -                          | -                          |                      |                      |
| 1917-1918 | Sénateurs d'Ottawa        | ANH           | 13                         | 8                          | 1                          | 9                          | 59                         | -                          | -                          | -                          | -                          | -                          |                      |                      |
| 1917-1918 | Redmen de McGill          | LHCM          | Statistiques indisponibles | Statistiques indisponibles | Statistiques indisponibles | Statistiques indisponibles | Statistiques indisponibles | Statistiques indisponibles | Statistiques indisponibles | Statistiques indisponibles | Statistiques indisponibles | Statistiques indisponibles |                      |                      |